# Salaparuta
Salaparuta é uma comuna italiana da região da Sicília, província de Trapani, com cerca de 1.835 habitantes. Estende-se por uma área de 41 km², tendo uma densidade populacional de 45 hab/km². Faz fronteira com Contessa Entellina (PA), Gibellina, Montevago (AG), Partanna, Poggioreale, Santa Margherita di Belice (AG), Santa Ninfa.

## Demografia
| Variação demográfica do município entre 1861 e 2011                               |
|                                                                                   |
| Fonte: Istituto Nazionale di Statistica (ISTAT) - Elaboração gráfica da Wikipedia |